# LeRoy Grannis
LeRoy Frank Grannis (* 12. August 1917 in Hermosa Beach, Kalifornien; † 3. Februar 2011 ebenda) war ein US-amerikanischer Fotograf. 

## Leben
Nach seiner Ausbildung zum Dentalassistenten im Jahr 1934 begann er sich aktiv für die Fotografie zu interessieren. Seine Aufnahmen beschränkten sich vorwiegend aufs Surfen.
Aufgrund eines Geschwürs begann LeRoy Grannis auf Anraten seines Arztes als Therapie und als Ausgleich zu seiner Arbeit seine Hobbyfotografie fürs Surfen zu intensivieren. Er befolgte den Rat seines Arztes zunächst mit einer 35-mm-Kamera und einer 400 mm-Linse. Weiter richtete er sich eine eigene Dunkelkammer in einer Garage ein.
Er gründete eines der bekanntesten Surfmagazine, The Surfer, in dem seine Fotos veröffentlicht wurden. So entstanden seine ersten verkauften Aufnahmen, die später zu Bildbänden zusammengestellt wurden. Er verstand es, die Natur in Form von Wellen, Brandung und Stränden mit Wellenreitern zu Kunstwerken zu vereinen. So wurde er zu einem der erfolgreichsten Surffotografen der sechziger und siebziger Jahre.